# René Vermandel
René Vermandel (Zelzate, 23 marzo 1893 – Anderlecht, 20 aprile 1958) è stato un ciclista su strada, ciclocrossista e pistard belga. Nella sua carriera vinse due volte i campionati belgi su strada, nel 1922 e nel 1924, il Giro delle Fiandre 1921 e la Liegi-Bastogne-Liegi nel 1923 e nel 1924

## Carriera
Ciclista solido, particolarmente adatto alle gare del nord Europa ottenne vittorie, podi e piazzamenti di rilievo nelle principali corse in linea della sua epoca come le classiche del pavé, la Liegi-Bastogne-Liegi, lo Scheldeprijs Vlaanderen, la Parigi-Roubaix, la Parigi-Bruxelles, la Parigi-Tours, il Circuito di Parigi ed il Criterium des As. Capace, inoltre, di difendersi anche nelle brevi corse a tappe, fece suo il Giro del Belgio 1921. Sul finire di carriera si trasferì in Germania dove alternò più insistentemente l'attività di stradista a quella di pistard raggiungendo ottimi risultati nelle Sei giorni.

## Palmarès

### Strada
- 1913

Brussel-Esneux
- 1919

Grand Prix de Bruxelles
- 1919

Campionati belgi indipendenti, in linea
Bruxelles-Hoboken
Bruxelles-Liège
- 1920

3ª tappa Giro del Belgio
4ª tappa Giro del Belgio
- 1921

Giro delle Fiandre
Scheldeprijs Vlaanderen
Schaal Sels
De Drie Zustersteden - Circuit de Tres Villes Soeurs
Champion du Brabant
3ª tappa Giro del Belgio
Classifica generale Giro del Belgio
1ª tappa Paris-Djon-Lyon - Grand Prix Sporting (con Victor Leenares)
- 1922

Campionati belgi, Prova in linea
Jemeppe-Marche-Jemeppe
1ª tappa Circuit de Midi
2ª tappa Circuit de Midi
3ª tappa Circuit de Midi
Classifica Generale Circuit de Midi
1ª tappa Giro del Belgio
2ª tappa Giro del Belgio
3ª tappa Giro del Belgio
5ª tappa Giro del Belgio
Classifica generale Giro del Belgio
1ª tappa Paris-Saint-Etienne
- 1923

Liegi-Bastogne-Liegi
Circuit de Paris
Schaal Sels
Stockay - Circuit de Wallonie
1ª tappa Circuit de Champagne
2ª tappa Circuit de Champagne
Classifica Generale Circuit de Champagne
4ª tappa Giro del Belgio
- 1924

Liegi-Bastogne-Liegi
Campionati belgi, Prova in linea
Scheldeprijs Vlaanderen
1ª tappa Giro del Belgio
5ª tappa Giro del Belgio
3ª tappa Circuit de Midi
- 1925

1ª tappa Circuit de Midi
Classifica generale Circuit de Midi
- 1926

Rund um Leipzig
Grand Prix d'Allemagne
- 1927

Rund um Leipzig
Magdeburg Rundfahrt
Harzrundfahrt
- 1928

5ª tappa Giro del Belgio

#### Altri successi
- 1921

Criterium di Huy
- 1922

Criterium des As (Derny)
- 1927

Rund um die Hainleite-Erfurt (criterium)

### Pista
- 1927

Sei giorni di Bruxelles (con Pierre Rielens)

### Ciclocross
- 1921

Campionati belgi

## Piazzamenti

### Grandi Giri
- Tour de France

1921: ritirato

### Classiche monumento
- Milano-Sanremo

1926: 16º
- Giro delle Fiandre

1921: vincitore
1923: 21º
1924: 2º
1925: 24º
- Parigi-Roubaix

1921: 4º
1923: 2º
1924: 39º
1925: 7º
Liegi-Bastogne-Liegi
1913: 5º
1923: vincitore
1924: vincitore